# Васильчинино
Васильчинино — село в Приволжском районе Ивановской области, входит в состав Рождественского сельского поселения.

## География
Расположено на берегу речки Нозыга в 5 км на юг от центра поселения села Рождествено и в 21 км на юго-восток от райцентра города Приволжск.

## История
В XVII веке по административно-территориальному делению село входило в Костромской уезд в Плесский стан. По церковно-административному делению приход относился к Плесской десятине. В 1620 году упоминается церковь "Николы чудотворца в селе Василчинине". В 1627-1631 годах "за вдовою за княнинею Анною Семеновою женою Вяземскаго с детьми Никитою, Петром и Данилом в поместье по ввозной грамоте 1614 г., село Шунгаватово, на речке Нозоге на Суздальском рубеже, что было в поместье за мужем ея за кн. Семеном Вяземским, а в селе церковь Николы чуд. да придел Василия Блаженнаго, а на церковной земле во дворе поп Яков Иванов, дьячек Тимошка Ильин, пономарь Ивашко Сидоров, место проскурницы...". В 1695 году - церковь писать: "в селе Шуговатом, Васильчинино тож".
Каменная Николаевская церковь в селе с колокольней построена в 1871 году усердием прихожан. Престолов было три: в честь Казанской иконы Божией Матери, во имя святителя Николая Чудотворца и в честь святителя Тихона Амафунтского.
В конце XIX — начале XX века село входило в состав Игнатовской волости Нерехтского уезда Костромской губернии, с 1918 года — Иваново-Вознесенской губернии.
С 1929 года село входило в состав Сараевского сельсовета Середского района Ивановской области, с 1954 года — в составе Рождественского сельсовета,  с 1983 года — в составе Приволжского района, с 2005 года — в составе Рождественского сельского поселения.

## Население
| 1872 | 1897 | 1907 | 2002 | 2010 | 2013 |
| ---- | ---- | ---- | ---- | ---- | ---- |
| 222  | ↘114 | ↗209 | ↘18  | ↘13  | ↗15  |